# Xã Atherton, Quận Wilkin, Minnesota
Xã Atherton (tiếng Anh: Atherton Township) là một xã thuộc quận Wilkin, tiểu bang Minnesota, Hoa Kỳ. Năm 2010, dân số của xã này là 145 người.